# داني سوليفان (لاعب كرة قدم)
داني سوليفان (بالإنجليزية: Danny Sullivan)‏ (1 سبتمبر 1994 ببليموث في المملكة المتحدة - ) هو لاعب كرة قدم بريطاني في مركز الهجوم. لعب مع نادي توركي يونايتد ونادي هيرفورد وTruro City F.C. ‏ وBideford A.F.C. ‏.

## وصلات خارجية
- داني سوليفان على موقع قاعدة بيانات كرة القدم.إي يو (الإنجليزية)